# 真の偽造パスポート
『真の偽造パスポート』（しんのぎぞうパスポート、仏語 Vrai faux passeport）は、2006年製作・公開、ジャン＝リュック・ゴダール監督によるフランス映画である。同年、フランス・パリの国立総合文化施設・ポンピドゥー・センターで開かれた初のゴダール展『ユートピアでの単数/複数の旅行』（英語 Travel(s) in Utopia, Jean-Luc Godard 1946-2006）のためにつくられ、同展で公開された。

## 概要
2006年5月11日 - 同年8月14日、パリの国立総合文化施設ポンピドゥー・センターが企画した初のゴダール展『ユートピアでの単数/複数の旅行 ジャン＝リュック・ゴダール 1946年 - 2006年』（Travel(s) in Utopia, Jean-Luc Godard 1946-2006）のために、ゴダールが『アワーミュージック』（2004年）以来、2年ぶりにとりくんだ長篇作品である。フランス語による作品であり、同展での公開に当たって、英語字幕等は付されなかった。
同年4月24日、同展に先立ち、同センターの上映ホールで公開された。同展に際して、ゴダールの監督作、アンドレ・S・ラバルト作品も含めたゴダールについての映画140本が回顧上映され、そのオープニング作品が本作であった。
同展は、3つのスペースに分けられ、それぞれ「ザ・デー・ビフォー・イエスタデイ」、「イエスタデイ」、「トゥデイ」のタイトルが付され、本作は「ザ・デー・ビフォー・イエスタデイ」スペースで上映された。同スペースでは、ゴダール作品では、本作のほか、『たたえられよ、サラエヴォ』（1993年）、『この人をみよ』（2006年）、『Une bonne à tout faire』（1980年撮影のアーカイブ・フッテージによる新版、2006年）といった3作のゴダールの短篇映画、『オールド・プレイス』（1998年）といった1作のアンヌ＝マリー・ミエヴィルとの共同監督による短篇映画、ほか3作のミエヴィルの短篇映画が上映された。
本作は、ゴダールの映画製作の手法に関しての「フィクション・ドキュメンタリー」映画で、映画とテレビの接近について、20世紀の絵画や映画を引用して描かれた作品である。

## スタッフ
- 監督・脚本・編集・ナレーション : ジャン＝リュック・ゴダール
- 製作・配給 : サントル・ジョルジュ・ポンピドゥー（ポンピドゥー・センター）

## 関連事項
- ジャン＝リュック・ゴダール監督作品一覧

## 註
1. 1 2 3  #外部リンク欄のニュースサイト「Senses of Cinema」ないにあるアレックス・ムントの記事「Jean-Luc Godard Exhibition」（2006年、英語）リンク先の記述を参照。二重リンクを省く。
2. 1 2  #外部リンク欄のポンピドゥー・センター公式サイト内の本作の上映情報（2006年4月24日）の記述を参照。二重リンクを省く。